# Yinam Leef
Yinam Leef (født 1953 i Jerusalem, Israel) er en israelsk komponist, dirigent, lærer og rektor.
Leef studerede komposition på Rubin Academy for Music and Dance, derefter på Pennsylvania University hos George Crumb og George Rochberg. Han tog sin doktorgrad [kilde mangler] i komposition i Tanglewood hos Luciano Berio. Leef var lærer og rektor på bl.a. New School of Music og Philadelphia of Performing Arts.
Han har skrevet 2 symfonier, orkesterværker, kammermusik, korværker og instrumentalmusik for mange instrumenter.

## Udvalgte værker
- Symfoni nr. 1 (1981) - for orkester
- Symfoni nr. 2 "Fra spejle af stenbyen" (1995) - for orkester
- Violinkoncert (1983) - for violin og orkester